# 管蓟马科
管蓟马科（学名：Phlaeothripidae），也称皮蓟马科，为缨翅目的一个大科。腹端呈管状。前翅表面无脉和纤微毛，仅有少数基部鬃。雌虫无特殊产卵器。世界性分布。
本科昆虫的生活方式和食性比较复杂，除植食性或肉食性外，有许多种为菌食性或腐食性。有110余种在植物叶上营虫瘿生活，虫瘿形态多样。代表种有麦筒管蓟马（在新疆为害小麦）和稻管蓟马（为害水稻）。

## 下级分类
本科包括以下属：